# ذا كينغ أوف فايترز 2003
ذا كينغ أوف فايترز 2003 (بالإنجليزية: The King of Fighters 2003)‏، هي الجزء العاشر من سلسلة ألعاب القتال الشهيرة ذا كينغ أوف فايترز، طورت ونشرت من طرف شركة إس إن كي، صدرت اللعبة عام 2002 لأول مرة على ألعاب الصالات، وصدرت عام 2004 لبلاي ستيشن 2 و2005 لإكس بوكس، وأعيد إصدارها عام 2019 لجهازي نينتندو سويتش، وبلاي ستيشن 4، وإكس بوكس ون. أصدرت تكملة بعنوان ذا كينغ أوف فايترز 11.

## طريقة اللعب
تم استخدام تنسيق Team Battle 3 ضد 3 مرة أخرى، تمامًا كما في الإصدارات السابقة، كما أنه يستخدم تنسيق Multi-Shift الذي يسمح للاعبين بتغيير الشخصيات في منتصف القتال، على غرار ما تم استخدامه في Kizuna Encounter. عندما يتم عرض علامة "تغيير موافق" أعلى مقياس الطاقة، يمكن للاعب إجراء تحول سريع وتغيير الشخصيات على الفور، أو تنفيذ هجوم إيقاف ضد الخصم الذي سيستهلك مخزونًا واحدًا من مقياس الطاقة. تتميز اللعبة أيضًا بنظام القائد التكتيكي، حيث يتم تعيين أحد أعضاء الفريق كقائد، ويتمتع القائد المختار بإمكانية الوصول إلى حركة حصرية تُعرف باسم "الحركة الخاصة الفائقة للقائد" (بالإضافة إلى الحركة العادية "الخارقة" التحركات الخاصة"). ومع ذلك، يتطلب هذا عادةً مخزونين من أجهزة قياس الطاقة حتى يتمكنا من القيام بذلك. كما هو الحال في اللعبة الأخيرة في السلسلة، يمكن لمقياس الطاقة الخاص باللاعبين الاحتفاظ بما يصل إلى 3 أسهم في بداية المباراة. ومع ذلك، على عكس اللعبة السابقة، يبدأ اللاعب بمقياس كامل لثلاثة أسهم على الفور. عندما يقوم فريق واحد إذا فقد أحد أعضائه، تتم زيادة السعة القصوى لمخزونات Power Gauge بمقدار واحد، مما يمنح الفريق الخاسر عائقًا أمام الفريق المنافس. بالإضافة إلى ذلك، على عكس ألعاب KOF السابقة، كل ضربة تكسب اللاعب 100 نقطة فقط.